# Кочетов, Дмитрий Михайлович
Михаил Дмитриевич Кочетов (1897—1978) — советский оружейник и изобретатель.

## Биография
Дмитрий Михайлович Кочетов родился 8 июля 1897 года в семье потомственных тульских оружейников. В раннем юношестве работал учеником слесаря на Тульском оружейном заводе в замочной мастерской. В 1914 году поступил в Тульскую оружейную школу. В связи с начавшейся Первой мировой войной и в соответствии с приказом начальника Главного артиллерийского управления окончил школу досрочно в 1916 году, набрав на выпускном экзамене максимальное количество баллов. Служил оружейным мастером в одном из Кавказских стрелковых полков. В указанный период разработал ряд приспособлений, нашедших применение на фронтах Первой мировой войны. Приспособление, представлявшее собой прибор для стрельбы осветительными ракетами, и, которое позволяло использовать винтовки в качестве сигнального оружия. Ещё одно приспособление представляло собой протирочно-смазочную пулю к патрону и предназначалось для предварительной очистки канала ствола после сильного загрязнения во избежание раздутий.
В 1920 году стал помощником заведующего восстановленной охотничьей мастерской Тульского оружейного завода. В начале 1920-х годов ТОЗ изготовил ружьё в подарок В. И. Ленину. Группа под руководством Д. М. Кочетова работала над дизайном и гравировкой приклада к этому ружью. Ответственное и почётное задание было успешно выполнено. Об этом факте упоминает писатель А. Г. Лаврик в своей книге «Подарок Ильичу». С созданием на заводе мастерской по конструированию и производству охотничьего и спортивного оружия Д. М. Кочетов был назначен её заведующим. Под его руководством было проведено переустройство производственных участков завода и налажен массовый выпуск малокалиберных ружей для охотников, а позднее — спортивных малокалиберных винтовок.
В первой половине 1920х годов начал разработку первого охотничьего ружья (которым являлось однозарядное одноствольное ружьё "Р", комплектовавшееся гладкими стволами 16, 20 и 24-го калибров, изготовленных из стволов винтовки Бердана, а также стволами 28 и 32-го калибров, изготовленных из стволов трехлинейной винтовки).
В 1930-х годах последовала, пожалуй, самая выдающаяся страница в его трудовой биографии. В этот период была создана целая серия отечественного спортивного оружия семейства ТОЗ: ТОЗ-8, ТОЗ-9, ТОЗ-9А, ТОЗ-10. Самой знаменитой из них, несомненно, является ТОЗ-8. Именно она получила наибольшую славу среди советских спортсменов и использовалась ими на протяжении длительного периода времени вплоть до конца 1980-х — начала 1990-х годов. Можно ли считать Д. М. Кочетова основоположником конструирования и организации серийного производства малокалиберных винтовок для массового спорта? Авторы некоторых публикаций считают таковым А. А. Смирнского — человека, несомненно, уважаемого и заслуженного. Вопрос риторический и каждый заинтересованный человек будет отвечать на него, исходя из своих собственных пристрастий. Но, достижений в этой области создания и конструирования спортивного и охотничьего оружия у Д. М. Кочетова гораздо больше. А. А. Смирнский больше занимался переделкой существующих образцов и оригинальных решений у его творений было крайне мало. На первое место вполне можно поставить Дмитрия Михайловича Кочетова.
С началом войны ТОЗ был эвакуирован в глубокий тыл, где Д. М. Кочетов продолжил конструкторскую деятельность. В первом полугодии 1942 года он разработал новый кронштейн для 3,5-кратного оптического прицела ПУ, который после завершения испытаний осенью 1942 года был официально принят на вооружение РККА в составе нового стандартного образца снайперской винтовки: "7,62-мм снайперская винтовка обр. 1891/30 гг. с кронштейном обр. 1942 года и прицелом ПУ" (индекс ГАУ - 56-В-222А).
По возвращении завода из эвакуации Д. М. Кочетову было предложено разработать проект организации школы оружейного мастерства по подготовке специалистов-оружейников высшей квалификации. Он же был назначен её первым директором.
По воспоминаниям внучки Марины Евгеньевны Кочетовой, изложенным в статье «Рождённый творить», Д. М. Кочетов сам был заядлым охотником. Участвовал в соревнования по спортивной стрельбе. Кроме этого он увлекался велоспортом, что, впрочем, для города Тулы неудивительно. Принимал участие в гонках на треке под псевдонимом «Ранк». В статье М. Е. Кочетова сообщает о завоёванных лично им призах — двух серебряных рюмках, на которых выгравировано «Гандикап. Дистанция 5 вёрст. 1 приз. 1922 год» и «Дмитрию Михайловичу Кочетову — Ранк. 1 приз. Дистанция 1 верста. 1922 год». Сюда можно присовокупить, что легендарная советская спортсменка Л. К. Кочетова является его невесткой.
Д. М. Кочетов трагически погиб в 1978 году.

## Деятельность
Автор десятков изобретений, в числе которых:
- охотничье ружьё модели «Р»[9] (выпускалось в 1925-1932 гг., в 1927 году конструкция была запатентована)[2].
- 5,6-мм спортивные малокалиберные винтовки ТОЗ-7, ТОЗ-7а, ТОЗ-8, ТОЗ-8М, ТОЗ-9, ТОЗ-12[9]
- охотничий карабин «НК-8,2 мм»[2] и патрон к нему[9]
- оптический прицел для 7,62-мм снайперской винтовки Мосина[1]
- артиллерийско-оптический прибор «Точка» для проверки прямолинейности канала ствола винтовки образца 1891/30 г.
- стальной фрезерованный кронштейн для оптического прицела ПУ (обеспечивавший возможность регулировки прицела по вертикали и по горизонтали)[7]
- охотничье ружьё ТОЗ-31

## Награды и звания
- орден Красной Звезды[1]
- орден Трудового Красного Знамени[1]
- медаль «За трудовое отличие»[1]
- медаль «За доблестный труд в Великой Отечественной войне 1941—1945 гг.»[1]
- звание «Заслуженный ветеран труда»[1]
- звание «Почётный член ДОСААФ»[1]
- десятки почётных грамот и благодарностей[1]